# Sidi Ghanem (kommun i Rehamna)
Sidi Ghanem (franska: Sidi Ghanem (CR), Sidi Ghanem (Commune Rurale), arabiska: بطيط) är en kommun i Marocko.   Den ligger i provinsen Rehamna och regionen Marrakech-Safi, 180 km sydväst om huvudstaden Rabat. Antalet invånare är 12 159.